# 一步之遥
《一步之遥》是一部2014年姜文执导的中国3D喜剧片，為北洋三部曲的第二部。影片改编自1920年上海史上的阎瑞生案，由姜文、葛优、周韵及舒淇主演。2013年9月開拍，2014年1月拍攝完成。中国于2014年12月18日上映。入选第65届柏林影展主竞赛单元。

## 剧情
马走日（姜文饰）和项飞田（葛优饰）创办了“花国选美（妓女选美）大赛”以帮助武大帅之子武七洗钱，吸引多国佳丽参赛和世人关注，最后有三人参加决选。在马走日和项飞田的操纵下，在台上承诺拍卖出嫁权并计划捐出全部身家的前届花魁完颜英（舒淇饰）最后获胜。马走日在与完颜英约会时被对方逼婚，因马走日没有答应导致对方拿枪相逼迫，两人之后抽了大烟并开车去兜风，在郊外车翻导致完颜英意外惨死，马走日之后选择逃亡。
随着媒体对完颜英死亡事件的报道，马走日成为众人心目中的杀人犯受到警察通缉，马走日于是寻求武大帅的相救。马走日在武家与小時候的老师、如今的大帅夫人覃赛男，和旧情人武大帥之女武六一一见面，并意外发现项飞田因武七一起去嫖娼而受到了武大帅“马办”之惩罚，马走日于是出主意，带领武大帅等人做了一个双手摸地的游戏，救了项飛田一命，馬走日離開武家後才发现自己的此行目的没有达到，他依旧身处危險之中。而项飞田是个忘恩负义的小人，后来反而拼命追查马走日的下落。在马走日逃亡的两年中，以王天王为代表的许多剧团均改编馬走日和完颜英之事為劇本，更拍成电影《枪毙马走日》，在这些戏中马走日成为一个劫财害命的无耻凶手。
因看不下王天王的劇作对其形象的卑鄙刻画，马走日以隐藏身份对王天王进行威逼利诱劝其不要再继续演下去，可是对方不为所动。后来马走日在表演现场动手打了王天王，被埋伏的警察抓获。被抓后，武六与马走日对话后，认为他是被冤枉之人，开始同情起马走日的遭遇；另一面，武七和项飞田却坚信马走日是杀人凶手，希望最后枪毙马走日。在武六和武七因不同原因，向其父武大帥恳求將马走日从法租界引渡到武大帅所管的地区。武七力劝武大帥处死马走日以平息民愤和提升威望。武六却对马走日的感情越来越深，最后还与其母产生激烈争执。
在武大帥迎娶一位白俄贵族女子为妾的夜晚，武六与武大帥对现场来宾表演了一首外国歌剧。之后武六偷偷放走了被关押的马走日，并与之一同开车逃走。武大帅等人在后面乘车紧追不舍，一路上武六为打中后面车顶上的喇叭还与其母玩起了枪战。最后马走日与武六逃进一个风车所在的屋子里。为了避免武六最后落得像完颜英一样的悲惨下场，马走日将武六打昏并出外投降。对着外面正在举行婚礼的许多对新人，马走日承认是自己害死了完颜英，武六也是他绑架来的。在讲述自己遭世人误解之经历的长篇演讲中，他受到多次枪击最终死亡。
故事的最后是武六幻想出来的画面：她在站台上与坐在列车里的马走日分手告别。

## 演员
| 演员   | 角色                              | 备注                                                                                        |
| 姜文   | 马走日（博尔济吉特·噶图辉达拉哈） | 选美操办人。 (原型為阎瑞生)                                                                 |
| 葛优   | 项飞田                            | 上海法租界巡捕房警官。                                                                      |
| 周韵   | 武六                              | 武大帅女儿，电影导演，与马走日曾有旧情。 (原型為朱葆三儿子朱老四、以及阎瑞生的老相好题红馆) |
| 舒淇   | 完颜英                            | 舞女（即妓女），花域大选两届总统（即冠军）。 (原型為花国总理王莲英)                         |
| 文章   | 武七                              | 武大帅儿子。 (原型為朱葆三儿子朱老五)                                                       |
| 刘利年 | 武大帅                            | 上海军阀首领，武六、武七之父，有多位妻妾。 (原型為上海商会会长朱葆三)                       |
| 洪晃   | 覃赛男                            | 马走日小时候的老师，武大帅之正室妻子。                                                      |
| 王志文 | 王天王                            | 剧团老板。                                                                                  |
| 那英   | 竖弯钩                            | 完颜英的花魁經紀人，外文名「swan girl」                                                     |

## 制作
第65届戛纳电影节，姜文发布了《一步之遥》的海报和宣传单。
姜文表示，故事原型来自于1920年轰动全国的上海“阎瑞生杀害花国总理”案，这桩谜案背后的冒险、悬疑、荒诞、爱情的多重元素是令他着迷的原因。影片只选取了“花国大选”和“总统遇害”两个核心元素，整个故事被重新编织得更具悬疑和荒诞感。姜文认为北洋年代虽然短暂但疯狂梦幻。另一件“施剑翘替父报仇刺杀孙传芳案”也在其拍摄计划中，将与《让子弹飞》、《一步之遥》组成“北洋三部曲”。
影片由获11次奥斯卡金像奖提名的迈克尔·明克勒混音，尤金·吉尔蒂担任音效设计，采用杜比全景声。

## 電影主題曲
- 《一步之遙》作曲： 作詞：岑偉宗 主唱：譚詠麟、李克勤

## 发行
为了给电影的首映造势，片方联合IMAX公司将北京奥体中心国奥体育馆改造为临时IMAX影院，体育馆中挂起的一座宽26米高14.5米IMAX银幕。新作原定于12月8日在北京举行全球首映礼正式确认推迟，仅在7日当晚进行的媒体看片会上放映部分片段。首映礼推迟的原因，有圈内人士猜测是影片尚未通过终审，未拿到“龙标”（电影片公映许可证）。
2014年12月12日，姜文透过微博发布消息，确认影片过审，将如期上映，首映礼改在15日举行。《一步之遥》于12月15日夜在北京举办了全球首映礼，有2828名观众观看了影片，当晚的反响并不好。
由于首周的3亿多票房不够理想，片方决定自12月23日下午15点起增加上映2D版《一步之遥》。

## 票房
中国大陆首周四天收获3.45亿人民币列第一。次周收1.28亿列第三。第三周收入4200万列第四位，累计5.12亿。最终成绩为5.147亿。
| 上一届： 《匆匆那年》 | 2014年中国内地一週票房冠軍 第51週（12月15日至12月21日） | 下一届： 《智取威虎山3D》 |

## 奖项
| 獎項                                                   | 類別             | 名字                             | 結果 |
| ------------------------------------------------------ | ---------------- | -------------------------------- | ---- |
| 第9屆亞洲電影大獎                                      | 最佳美術指導     | 柳青                             | 獲獎 |
| 第9屆亞洲電影大獎                                      | 最佳視覺效果     | Rick SANDER, Christoph ZOLLINGER | 獲獎 |
| 第9屆亞洲電影大獎                                      | 最佳造型設計     | 张叔平                           | 獲獎 |
| 中国控制吸烟协会2014年度热播国产影视剧烟草镜头监测结果 | 脏烟灰缸奖       | -                                | 獲獎 |
| 第52届金马奖                                           | 最佳美術设计     | 柳青                             | 提名 |
| 第52届金马奖                                           | 最佳視覺效果     | Rick SANDER, Christoph ZOLLINGER | 提名 |
| 第52届金马奖                                           | 最佳造型設計     | 张叔平                           | 提名 |
| 第65屆柏林影展                                         | 金熊獎           | 姜文                             | 提名 |
| 第11屆金話梅電影選舉                                   | 最爛男主角       | 姜文                             | 提名 |
| 第11屆金話梅電影選舉                                   | 最爛兩岸華語電影 | 一步之遙                         | 提名 |